# Caibarién
Caibarién är en ort i Kuba.   Den ligger i provinsen Provincia de Villa Clara, i den centrala delen av landet, 300 km öster om huvudstaden Havanna. Caibarién ligger 3 meter över havet och antalet invånare är 39 140.
Terrängen runt Caibarién är platt. Havet är nära Caibarién åt nordost. Runt Caibarién är det ganska tätbefolkat, med 70 invånare per kvadratkilometer. Caibarién är det största samhället i trakten. Omgivningarna runt Caibarién är en mosaik av jordbruksmark och naturlig växtlighet.